# ال‌جی وی۳۰
ال‌جی وی۳۰ (انگلیسی: LG V30) یک فبلت اندرویدی ساخته شرکت ال‌جی الکترونیک است. این فبلت از نظر سخت‌افزاری مجهز به پردازنده کوالکام اسنپدراگون ۸۳۵، دوربین دوگانه ۱۶ و ۱۳ مگاپیکسلی و صفحه فول‌ویژن P-OLED ۶ اینچی با نسبت تصویر ۱۸:۹ می‌باشد. نرم‌افزار پیش فرض روی این دستگاه اندروید ۷٫۱٫۲ نوقا با پوسته کاربری ال‌جی می‌باشد.